# 윌리엄 졸리츠
윌리엄 프레데릭 졸리츠(William Frederick Jolitz, 1957년 2월 22일 ~ 2022년 3월 2일)는 흔히 빌 졸리츠로 알려진 미국의 소프트웨어 엔지니어로, 1989년부터 1994년까지 그의 아내 린 졸리츠와 함께 386BSD 운영체제를 개발한 것으로 가장 잘 알려져 있다.
386BSD 이전에 빌 졸리츠는 NSC 16032 (NS32000) CPU에서 4.2BSD를 실행하는 Symmetric 375를 설계했다. 그의 회사인 Symmetric Computer Systems는 1987년부터 1988년까지 이 제품들을 판매했다.
졸리츠는 캘리포니아 대학교 버클리에서 컴퓨터 과학 인문사회 학사를 취득했다.
그와 그의 아내는 로스가토스에 거주했다.
2022년 3월 2일, 졸리츠는 육종으로 사망했다. 그의 사망은 2022년 4월 8일 The Unix Heritage Society (TUHS) 메일링 리스트를 통해 발표되었다.